# Анрио HD.15
Анрио HD.15 (фр. Hanriot HD.15) је француски ловачки авион. Авион је први пут полетео 1922. године. 

Највећа брзина у хоризонталном лету је износила 180 km/h. Размах крила је био 11,40 метара а дужина 7,60 метара. Маса празног авиона је износила 1050 килограма а нормална полетна маса 1750 килограма. Био је наоружан са четири 7,5 мм митраљеза Дарне.

## Наоружање
| Наоружање авиона: Анрио        |     |
| Ватрено (стрељачко) наоружање  |     |
| Топ                            |     |
| Митраљез                       |     |
| Број и ознака митраљеза        | 4   |
| Калибар                        | 7,5 |
| Бомбардерско наоружање (бомбе) |     |
| Ракетно наоружање (ракете)     |     |